# 波旁街

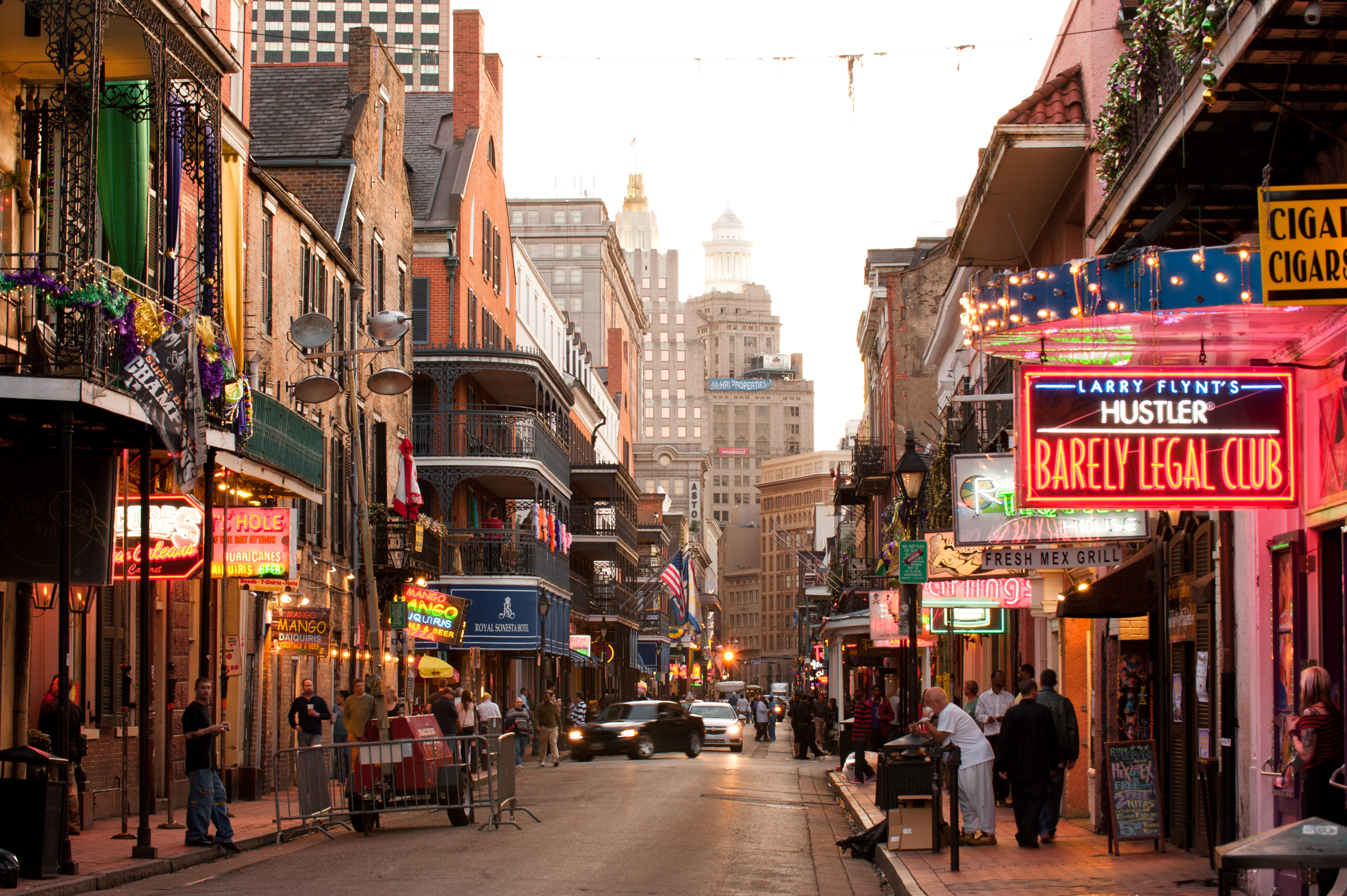
朝中央商務區（CBD）望向的波旁街。

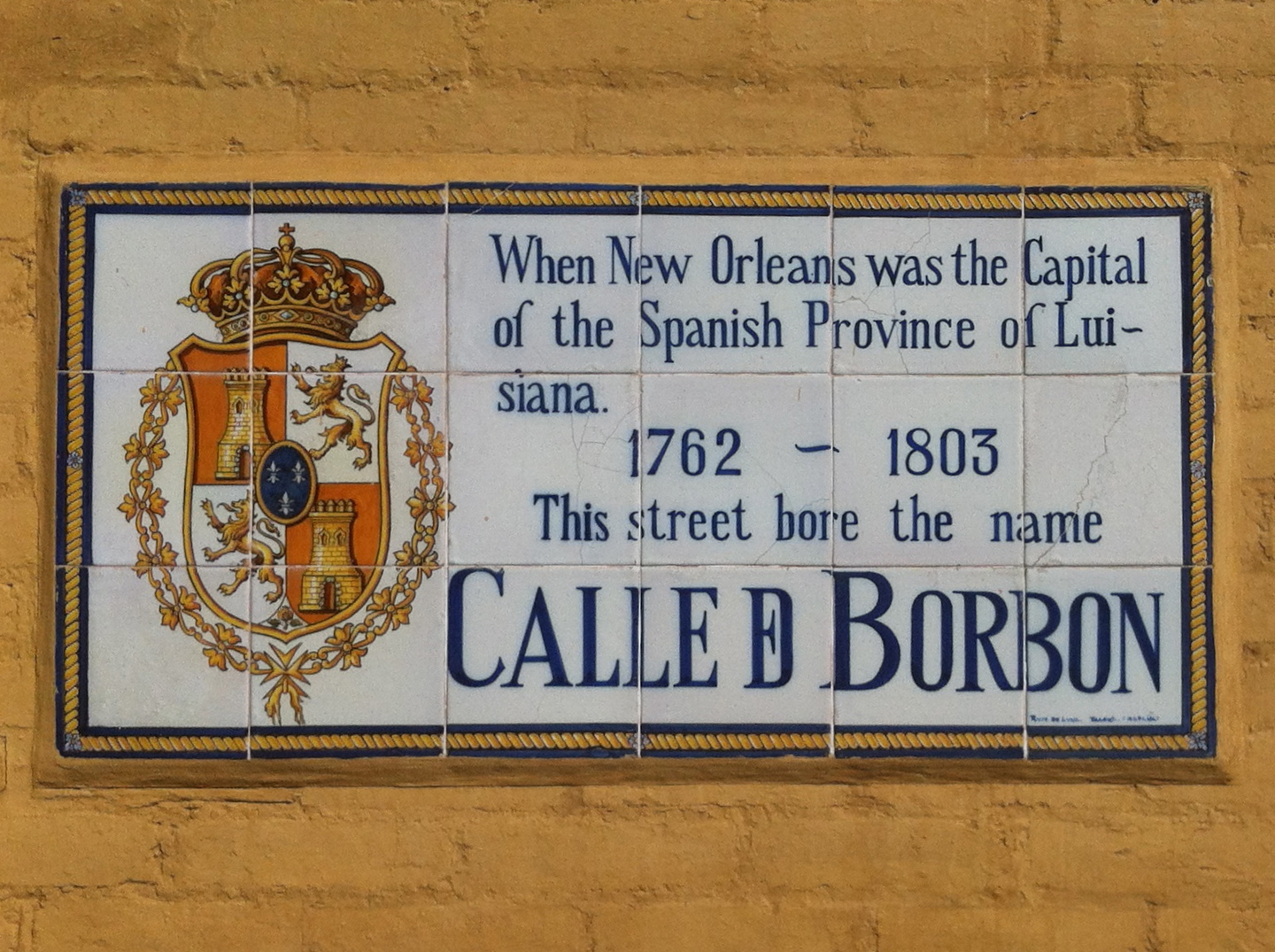
瓷磚鑲嵌圖案說明這條街曾經名為「Calle de Borbón」，當時新奧爾良在1762年–1803年間是路易斯安那 (新西班牙)的首府。

波旁街（英語：Bourbon Street）是新奥尔良法国区的一条著名的古老街道，开辟于1718年。
波旁街为西南-东北走向，平行于密西西比河。它起于运河街（Canal Street），止于 Pauger 街。波旁街得名于该市建立时统治法国的波旁王朝。
这条街有许多酒吧，餐厅，和脱衣舞俱乐部，以及T恤和纪念品商店。圣安街东侧的波旁街为繁荣的同性恋社区，有该市最大的同性恋夜总会。同性恋社区的边界线圣安街被称为“天鹅绒线”。Cafe-Lafitte-In-Exile 是美国最古老的同性恋酒吧。

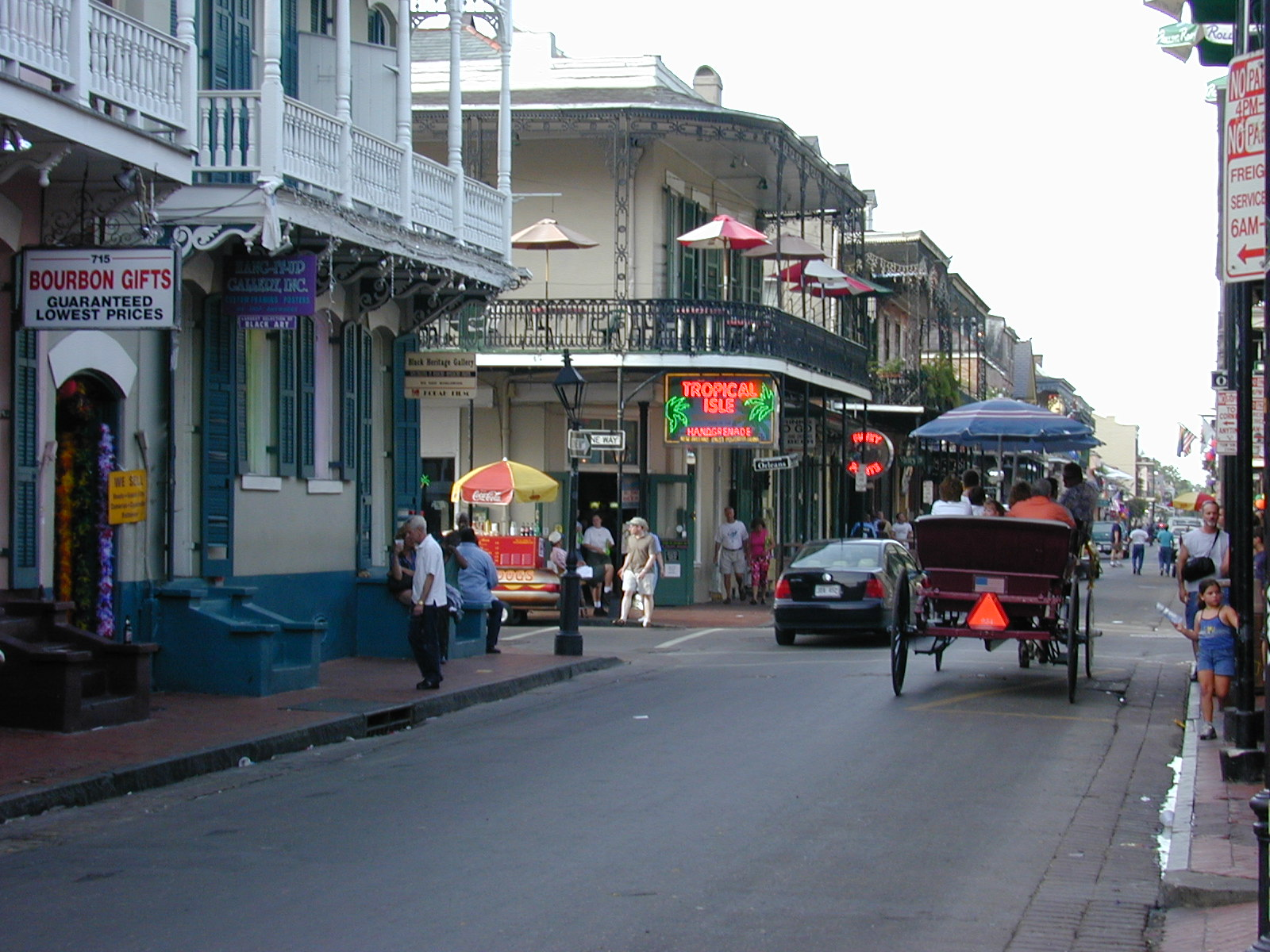
2002年的波旁街

波旁街在白天很宁静，在夜间才开始活跃，特别是在一年一度的狂欢节。